# Station Jœuf
Station Jœuf is een spoorwegstation in de Franse gemeente Jœuf.